# Mihaljevići (ruralna cjelina)
Ruralna cjelina Mihaljevići, ruralna cjelina unutar područja naselja Dusine.

## Povijest
Ruralna cjelina Mihaljevići smještena je na sjevernome rubu Vrgorskoga polja, na Ilića glavici, podno crkve sv. Petra te pripada naselju Dusini. Selo Mihaljevići sastoji se od dva zaseoka: „Mihaljevići u brigu“, koji se formirao tijekom druge polovine 18. stoljeća do sredine 20. stoljeća, te „Mihaljevići na brigu“, koji se nalazi istočno od gore spomenutoga zaseoka te se formirao tijekom 20. stoljeća. Kuće u zaseoku Mihaljevićima građene su u tradicionalnome slogu karakterističnome za područje Vrgoračke krajine i svjedoče o načinu gradnje, kao i organizaciji životnoga prostora na ovome području dalmatinske unutrašnjosti.

## Zaštita
Pod oznakom Z-6580 zavedena je kao nepokretno kulturno dobro - kulturno-povijesna cjelina, pravna statusa zaštićena kulturnog dobra, klasificirano kao "kulturno-povijesna cjelina".